# HMS Union (1756)
HMS Union (1756) — 90-пушечный британский линейный корабль 2 ранга. Заказан 12 июля 1750 года. Строился по уложению 1745 года. Спущен на воду 25 сентября 1756 года в Чатеме. Достроен 21 января 1757 года Джоном Локком. Третий корабль Королевского флота, названный Union.

## Служба

### Семилетняя война
Вступил в строй в сентябре 1756 года, капитан Джеймс Галлбрайт (англ. James Gallbraith); флагман адмирала Томаса Смита, в Даунс.
1757 — октябрь, капитан Майкл Эверитт (англ. Michael Everitt); ноябрь-декабрь — Корнуэльская эскадра.
1758 — Западная эскадра.
1759 — капитан Томас Эванс (англ. Thomas Evans); флагман вице-адмирала сэра Чарльза Харди; 20 ноября был в бухте Киберон.
1760−1763 — Западная эскадра. Осенью 1762 года флагман Харди; выведен в резерв в феврале 1763; малый ремонт в Плимуте с мая по август 1764.

### Американская революционная война
1778 — сентябрь, малый ремонт и оснащение в Плимуте по апрель 1779; вступил в строй в декабре 1778, капитан Джон Далримпл (англ. John Dalrymple), Западная эскадра.
1780 — апрель, обшивка медью в Портсмуте, там же 32-фунтовые пушки гон-дека заменены на 24-фунтовые.
1781 — капитан Далримпл; 13 марта(?) с флотом адмирала Дарби вышел сопровождать конвой в осажденный Гибралтар, прибыл 12 апреля; летом и осенью крейсировал с флотом Дарби.
Декабрь, с эскадрой контр-адмирала Кемпенфельта, состоящей из 12 линейных кораблей, одного 50-пушечного корабля, четырёх фрегатов и брандера, покинул Англию 2 декабря; пошел на запад в поисках французского конвоя из Бреста с подкреплениями для де Грасса в Вест-Индии.
Французский эскорт состоял из 12 линейных кораблей контр-адмирала де Гишена, в дополнение к пяти предназначенных для де Грасса и двух для Ост-Индии.
Кемпенфельт обнаружил французов 12 декабря, через два дня после выхода, и захватил 15 ценных судов конвоя, которой по его подходе рассеялся.
Французские военные корабли, находившиеся с подветра, могли только беспомощно наблюдать, не имея возможности вмешаться. Всего 2 линейных корабля и 5 транспортов добрались до Вест-Индии, остальные вернулись в Брест, перенеся сильный шторм.
1782 — апрель, с эскадрой контр-адмирала Баррингтона; май, с эскадрой Кемпенфельта; летом в составе флота лорда Хау; сентябрь-октябрь, с ним же при снятии осады с Гибралтара, был у мыса Спартель; с эскадрой Хьюза в Вест-Индию, прибыл 8 декабря; капитаном назначен Роберт Мостин (англ. Robert Mostyn).
1783 — февраль, капитан Томас Ширли (англ. Thomas Shirley); июль, выведен в резерв и рассчитан.
1787 — октябрь, по июнь 1788, превращен в лазарет (приказ Адмиралтейства от 7 июня 1788 года).

### Революционные войны
1790 — июнь, вошел в строй как госпитальное судно, лейтенант Кварм (англ. Quarme)
1792 — декабрь, повторно введен в строй.
1793 — с апреля в Ширнесс.
1799 — ноябрь, лейтенант Уильям Ричардс (англ. William Richards).
1800 — май, лейтенант Джон Джонстон (англ. John Johnston); октябрь, лейтенант Джон Диксон (англ. John Dixon).
1801 — 22 августа 1801 года на борту фрегата HMS Surprise состоялся военно-полевой суд над лейтенантом Диксоном. Он обвинялся в дом, что допустил продажу спиртного на своем корабле. Обвинения были частично доказаны, и он был присужден к отстранению от командования и запрету служить в качестве офицера в дальнейшем. С сентября лейтенант Джон Рикэм (англ. John Rickam).
1802 — 6 февраля превращен в плавучую казарму, переименован в HMS Sussex.
1805 — апрель, лейтенант Ричард Джуверс (англ. Richard Jewers).
1807 — май, лейтенант Уильям Кокрафт (англ. William Cockraft).
1816 — март, выведен и поставлен в остой. Отправлен на слом в октябре 1816 года.